# Valentina Yegórova
Valentina Mijáilovna Yegórova (Валенти́на Миха́йловна Его́рова; Cheboksary, Rusia; 16 de febrero de 1964) es una atleta rusa especialista en pruebas de larga distancia que fue campeona olímpica de maratón en los Juegos de Barcelona 1992 y medalla de plata en los de Atlanta 1996.
Su primer gran resultado fue la medalla de plata en los Campeonatos de Europa de Split en 1990, donde solo fue batida por la portuguesa Rosa Mota.
En la maratón de Londres de 1991 finalizó en 3.ª posición, tras la portuguesa Mota y la estadounidense Francie Larrieu-Smith.
El mayor éxito de su carrera deportiva fue la medalla de oro en los Juegos Olímpicos de Barcelona 1992, donde participó representando al Equipo Unificado y logró la victoria con 2h 32:41. Yegórova mantuvo un intenso duelo hasta los últimos metros con la japonesa Yuko Arimori, que finalmente acabó segunda con 2h 32:49, mientras que tercera fue la neozelandesa Lorraine Moller con 2h 33:59
En 1993 y 1994 logró la victoria en la prestigiosa Maratón de Tokio, una prueba en la que también fue segunda en las ediciones de 1991 y 1995.
En la Maratón de Boston de 1994 finalizó en segunda posición tras la alemana Uta Pippig, e hizo la mejor marca de su vida con 2h 23:33 que era además el récord de Rusia.
En 1995 se proclamó en Montbéliard-Belfort, Francia, campeona mundial de Medio maratón con 1h 09:58
En los Juegos Olímpicos de Atlanta 1996, tuvo una excelente actuación, ganando la medalla de plata con 2h 28:05, solo por detrás de la inalcanzable etíope Fatuma Roba que hizo 2h 26:05. Por su parte la japonesa Arimori, medallista de plata en 1992, se llevó aquí el bronce con 2h 28:39
Su último éxito importante fue el triunfo en la Maratón de Nagano de 1999.